# (4098) Thraen
(4098) Thraen ist ein Hauptgürtelasteroid, der am 26. November 1987 von Freimut Börngen vom Karl-Schwarzschild-Observatorium aus entdeckt wurde.
Der Asteroid wurde nach dem deutschen Priester und Astronomen Anton Thraen (1843–1902) benannt.